# La parte degli angeli
La parte degli angeli (The Angels' Share) è un film del 2012 diretto da Ken Loach.
Il film è stato selezionato per partecipare in concorso al Festival di Cannes 2012, dove ha vinto il Premio della Giuria. È stato candidato al Premio Magritte per il miglior film straniero in coproduzione.
Il titolo deriva dall'angel share, la parte di whisky che evapora dai barili in legno durante la maturazione.

## Trama
Robbie è un giovane sbandato di Glasgow che viene condannato per un barbaro pestaggio. Stavolta, però, nonostante la lunga fedina e la brutalità dell'atto, la condanna a 300 ore di servizi sociali è relativamente clemente per via del fatto che gli viene riconosciuto un generale sforzo nel cambiare la propria condotta, unito alla circostanza che a giorni diventerà padre.
Già dopo le prime ore di lavori sociali, Robbie instaura un buon rapporto con Harry, il responsabile degli stessi, che lo accompagna all'ospedale dove sta per partorire la sua ragazza, Leonie, e lo soccorre dopo il pestaggio dei parenti di questa che cercano di dissuaderlo dal frequentarla. Ma Leonie ama Robbie e, seppure conscia delle difficoltà presenti, crede nella possibilità di crescere insieme il loro figlio.
Harry ha creato un bel gruppo e, al di fuori dell'orario di servizio, organizza una gita istruttiva in una distilleria ad Edimburgo che risulterà decisiva per le sorti di Robbie e di altri tre ragazzi costretti ai servizi sociali. Alla nascita del piccolo Luke, il facoltoso padre di Leonie offre invano del denaro a Robbie perché si allontani dalla figlia. Questa, intanto, con l'aiuto di amici e parenti, sta cercando un'abitazione dignitosa, mentre Robbie sembra fatalmente legato a vecchie faide mai spente.
Durante la gita si evidenzia il talento di assaggiatore di Robbie, il quale però, oltre alle degustazioni, ha fatto attenzione soprattutto alla notizia che presto verrà messa all'asta una botte di whisky di ingentissimo valore. Studiato un piano criminoso, Robbie si attiva con i tre amici del suo gruppo di recupero per sottrarre parte del preziosissimo liquido.
Dopo una serie di peripezie, con grande arguzia Robbie riesce a sottrarre quattro bottiglie dell'introvabile whisky, ricavando da una sola di queste la considerevole cifra di 100.000 sterline che divide con i suoi compagni. Nella stessa operazione si è fatto abilmente assumere da una distilleria e così parte con Leonie e Luke per rifarsi una vita lontano dalle beghe di Glasgow, non prima di aver omaggiato Harry dell'altra bottiglia di sublime whisky sottratto nell'asta milionaria.

## Produzione
Il film è stato girato nelle città di Glasgow ed Edimburgo, in Scozia. Le riprese sono iniziate il 25 aprile 2011.

## Promozione
Il 13 ottobre 2012 è stato diffuso online il trailer italiano del film.

## Distribuzione
Il film è stato presentato al 65simo Festival di Cannes, e successivamente distribuito nelle sale irlandesi il 1º giugno 2012, a cura della Entertainment One. In Italia, il film è stato distribuito da BIM il 13 dicembre 2012.

## Premi
2012 - Festival di Cannes
- Premio della giuria: La parte degli angeli (The Angels' Share) di Ken Loach (Regno Unito/Francia)